# Бражник південний молочайний
Бражник південний молочайний (Hyles nicaea) — вид лускокрилих комах з родини бражникових (Sphingidae).

## Поширення
Північна Африка, Південна Європа, Кавказ, Закавказзя, Мала та Передня Азія, Близький Схід, гірські райони Центральної Азії, Південний Алтай, Афганістан, Китай, північно-західна Індія.
В Україні трапляється в Криму.

## Морфологічні ознаки
Розмах крил — 80-110 мм. За візерунком крил метелик дуже схожий на бражника молочайного (Hyles euphorbiae), але відрізняється від нього значно більшими розмірами і тим, що навскісна зовнішня темна смуга на передніх крилах у молочайного бражника рівномірно розширюється від переднього до заднього краю крила, а у південного молочайного бражника вона вузька і тільки біля заднього краю крила різко розширюється, утворюючи трикутник.

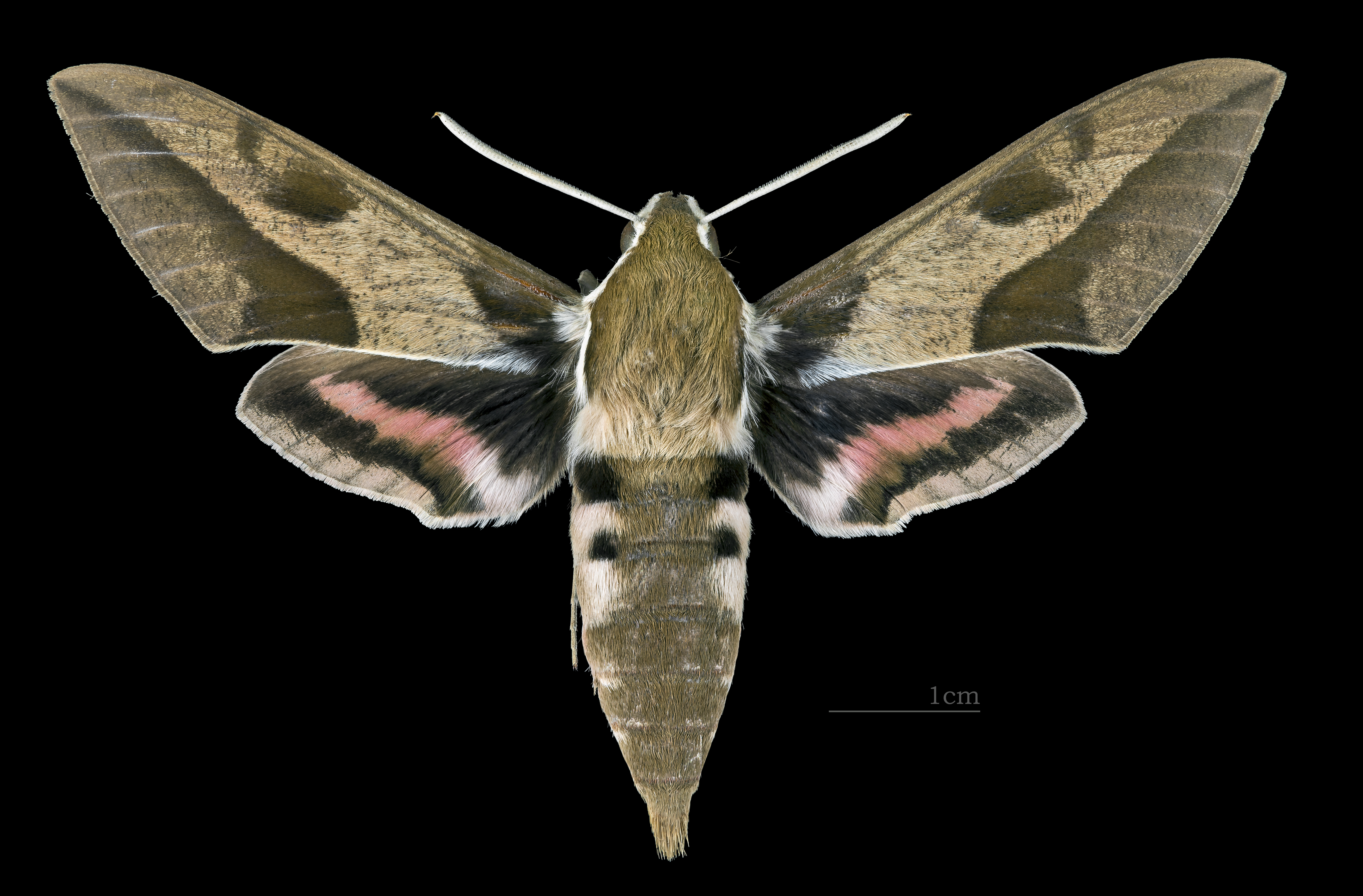
Hyles nicaea nicaea ♂
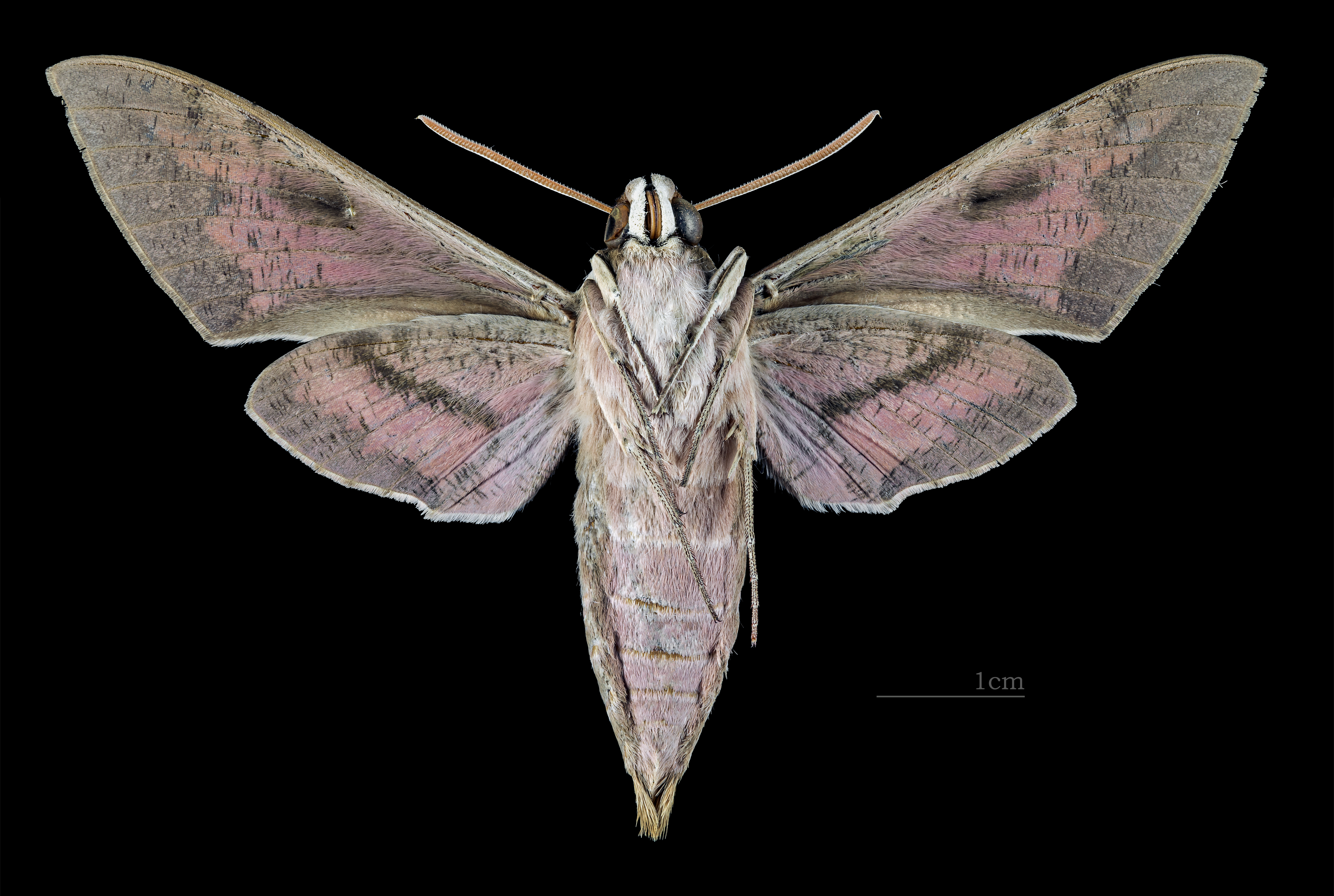
Hyles nicaea nicaea ♂   △
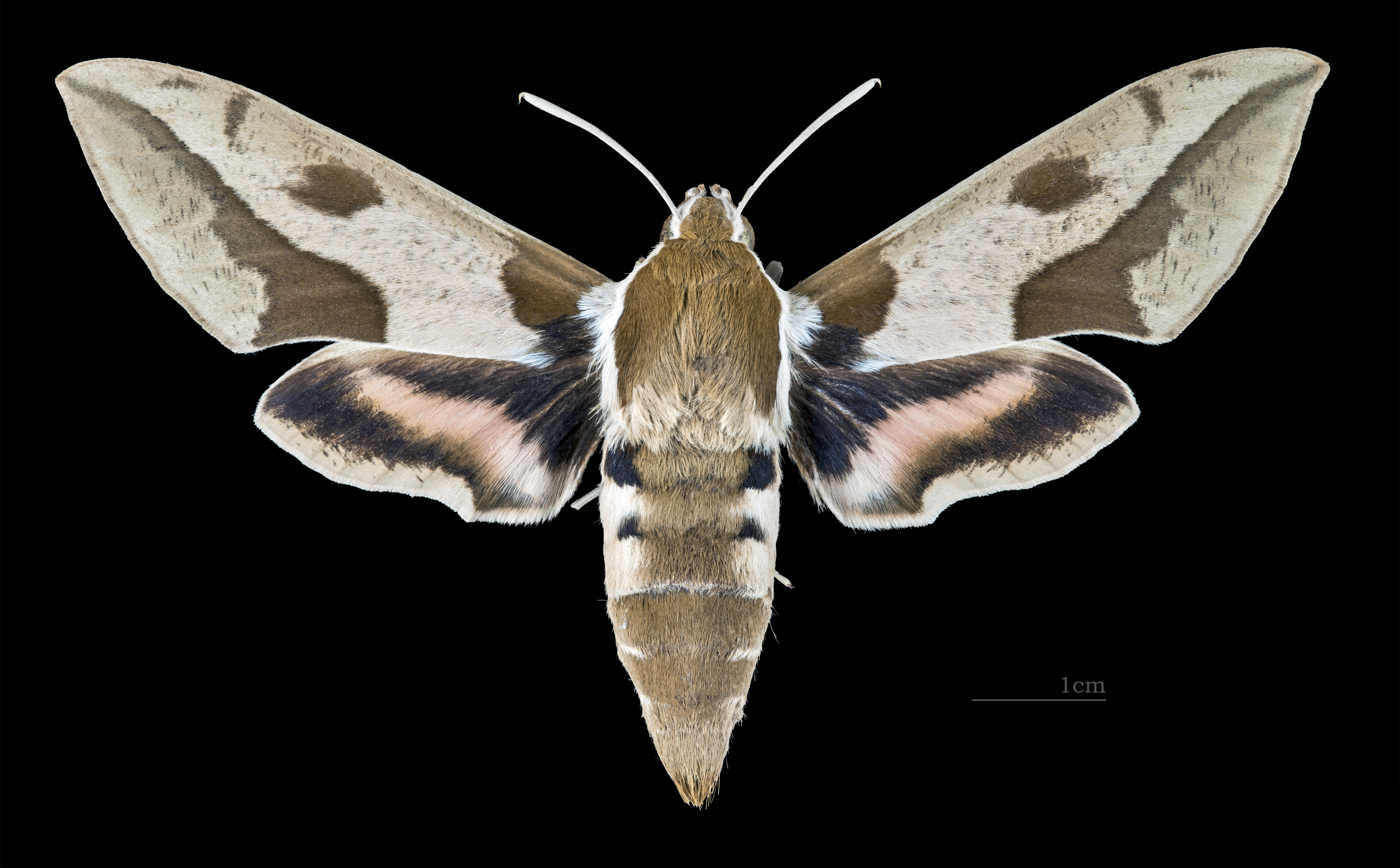
Hyles nicaea nicaea  ♀
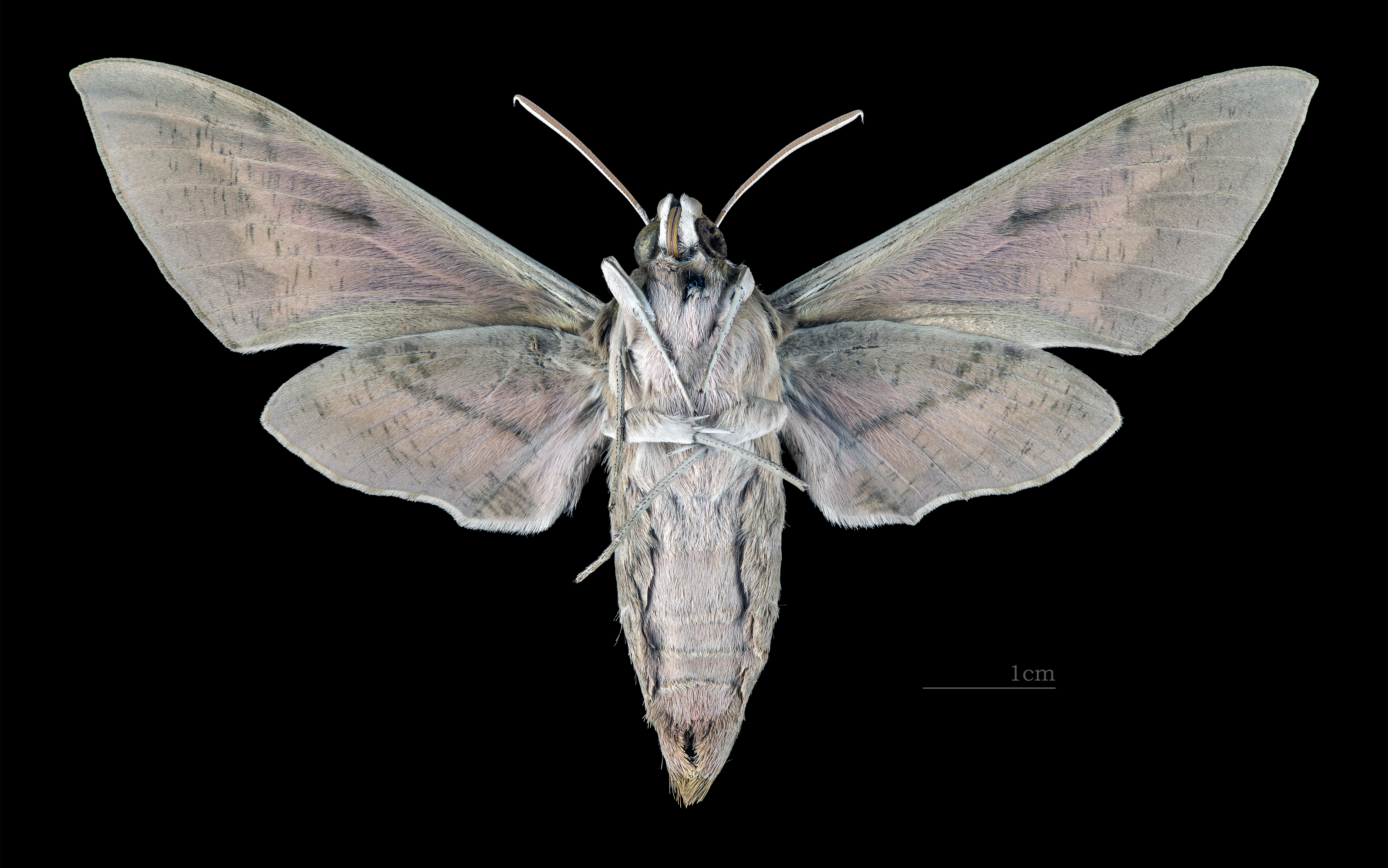
Hyles nicaea nicaea  ♀ △

## Особливості біології
Мешкає у гірсько-ксерофітних та петрофітностепових біотопах. У Криму дає 1 повну та 1 часткову генерацію на рік. Літ імаго у червні-липні та серпні-вересні, активний увечері та переважно наприкінці ночі. Гусінь живиться листям молочаю жорсткого, молочаю скельного та молочаю Сегієрового. Залялькування у ґрунті, зимує лялечка.

## Загрози та охорона
На сучасний стан виду у Криму негативно впливає господарська діяльність на Тарханкутському п-ві, особливо природоруйнуюча.
Охороняється у Тарханкутському ландшафтному заказнику у комплексі з іншими видами. Для збереження виду у Криму доцільно створити на цій території Тарханкутський ПЗ.